# Đỗ Vi
Đỗ Vi (tiếng Trung: 杜微; bính âm: Dù Wēi; ? - ?), tự Quốc Phụ (國輔), là quan viên nhà Quý Hán thời Tam Quốc trong lịch sử Trung Quốc.

## Cuộc đời
Đỗ Vi quê ở huyện Phù, quận Tử Đồng, Ích châu. Thời niên thiếu theo học học giả Nhâm An.
Năm 194, Lưu Chương kế nhiệm Ích châu mục, tịch Đỗ Vi làm Ích châu lệnh, nhưng không lâu sau lấy cớ bị bệnh mà từ chức.
Năm 214, Lưu Bị lấy Ích châu, nhiều lần muốn mộ binh Đỗ Vi, nhưng Đỗ Vi lấy cớ điếc tai mà từ chối, đóng cửa không ra.
Năm 224, Thừa tướng Gia Cát Lượng kiêm nhiệm Ích châu mục, đại lượng tuyển chọn những người đức cao vọng trọng ra chấn chỉnh triều chính, lấy Tần Mật là châu biệt giá, Ngũ Lương làm châu công tào, Đỗ Vi làm châu chủ bộ, nhưng Vi kiên quyết từ chối. Gia Cát Lượng biết chuyện, cho xe đến cửa nhà nghênh đón. Đỗ Vi bèn đến tiếp kiến Gia Cát Lượng, được Gia Cát Lượng tiếp đón, Vi tỏ vẻ biết ơn.
Gia Cát Lượng lo lắng Đỗ Vi bị điếc, nên ngay tại chỗ viết một thiên văn chương nhằm thuyết phục Đỗ Vi xuất sĩ. Đỗ Vi lấy cớ bản thân nhiều bệnh, Gia Cát Lượng lại viết một thiên văn chương trả lời, nói rõ thời thế, chỉ mong Đỗ Vi dùng đức hạnh để phụ tá triều đình, không cần tham dự quân sự. Đỗ Vi vì thế nhận chức Gián nghị đại phu.
Đỗ Vi gia nhập triều đình Quý Hán khi tuổi tác đã cao, không rõ mất khi nào.

## Nhận xét
Trần Thọ nhận định rằng Đỗ Vi là người học theo lối ẩn sĩ của Bá Di cùng Thương Sơn tứ hạo: Đỗ Vi tu ẩn tĩnh, bất dịch đương thế, thứ kỷ Di, Hạo chi chúc.

## Trong văn hóa
Trong tiểu thuyết Tam quốc diễn nghĩa, Đỗ Vi xuất hiện ở hồi 91, cùng Dương Hồng giữ chức Thượng thư, có sự khác biệt với lịch sử.